# Valerius Paetus
Valerius Paetus (sein Praenomen ist nicht bekannt) war ein im 2. Jahrhundert n. Chr. lebender Angehöriger des römischen Ritterstandes (Eques).
Durch Militärdiplome, die z. T. auf den 1. August 142 datiert sind, ist belegt, dass Paetus im Jahr 142 Kommandeur (Praefectus) der in Ravenna stationierten römischen Flotte (classis praetoria Ravennas) war.
Durch ein weiteres Diplom, das auf den 6. Oktober 142 datiert ist, ist nachgewiesen, dass er zu diesem Zeitpunkt bereits Kommandeur der in Misenum stationierten Flotte (classis praetoria Misenensis) war. Er muss daher in dem Zeitraum zwischen dem 1. August und dem 6. Oktober des Jahres 142 befördert worden sein; vermutlich dürfte es daher eine amtsfreie Zwischenzeit für ihn nicht gegeben haben.
Weitere Diplome, von denen eines auf den 26. Oktober 145 datiert ist, belegen, dass er das Kommando über die Flotte in Misenum bis mindestens in das Jahr 147 ausübte.